# Hammond Ciesar All-Americans
Gli Hammond Ciesar All-Americans furono una squadra professionistica di pallacanestro con sede a Hammond (Indiana). Fondata da Eddie Ciesar, giocò in National Basketball League (NBL) dal 1938 al 1941.
In precedenza aveva militato sia in NBL sia in Midwest Basketball Conference con il nome Whiting Ciesar All-Americans, avendo sede a Whiting (Indiana).

## Stagioni
| Stagione | Lega | Denominazione                | V  | P  | %    | Piazzamento | Play-off           |
| -------- | ---- | ---------------------------- | -- | -- | ---- | ----------- | ------------------ |
| 1937-38  | NBL  | Whiting Ciesar All-Americans | 12 | 3  | 80,0 | 2º          | Finale di division |
| 1938-39  | NBL  | Hammond Ciesar All-Americans | 4  | 24 | 14,3 | 4º          | -                  |
| 1939-40  | NBL  | Hammond Ciesar All-Americans | 9  | 19 | 32,1 | 4º          | -                  |
| 1940-41  | NBL  | Hammond Ciesar All-Americans | 6  | 18 | 25,0 | 7º          | -                  |